# Те-Пиннаклс
Те-Пиннаклс (англ. The Pinnacles Desert) — небольшая пустыня на юго-западе Западной Австралии, центральная достопримечательность национального парка Намбунг. Название пустыни переводится как «пустыня остроконечных скал». Своё название пустыня получила за возвышающиеся на 1—5 метров отдельно стоящие камни посреди песчаной равнины. Ближайший населённый пункт — городок Сервантес, от которого 20 минут езды до пустыни. Камни представляют собой скалы или пики.